# 다비데 디 베롤리
다비데 디 베롤리(이탈리아어: Davide Di Veroli, 2001년 8월 18일~)는 이탈리아의 펜싱 선수로 주 종목은 에페이다. 2024년 하계 올림픽에 참가했고 세계 선수권 대회에서 금메달 1개(2023 단체), 은메달 2개(2022 단체, 2023 개인)를 획득했다.